# تیغ‌پشت حشره‌خوار حشره‌خواردندان
تیغ‌پشت حشره‌خوار حشره‌خواردندان(نام علمی: Microgale soricoides) نام یک گونه از سرده ریزراسویی‌ها است.